# 王淑慧
王淑慧（1955年12月2日—），臺灣新北市板橋區出身的女性政治人物；最初以黨外身分參選臺北縣板橋市市民代表踏入政壇，後以民主進步黨籍任三屆縣議員，屬扁系色彩濃厚的一邊一國連線；2002年入主國會擔任立法委員，不過2008年三連霸失利，因而於2010年回鍋競選首屆新北市議會議員，再次三連霸；2022年因涉助理費案被判刑遭民進黨停權而未能參與初選，但仍執意登記參選市議員，被民進黨開除黨籍，最終在藍綠白多方夾殺下無緣連任。

## 主張與爭議

### 踏著鮮血往圓山走
2008年11月6日 參與民主進步黨所發起之圍城行動（抗議中國大陸海協會會長陳雲林來台的活動）中，向群眾呼喊「向後走，往前走，讓我們踏著鮮血往圓山走，我們往圓山走！」並挺進圓山飯店，但場面越來越火爆，王淑慧：「前面的，你丟東西自己要負責喔，不要亂丟！」，而後現場玻璃瓶、瓦斯罐甚至汽油彈滿天飛，場面失控演變成嚴重的警民衝突事件。

### 吃紙
在關於與中國大陸三通的提議中，民主進步黨立委王淑慧奪過文件塞進了嘴裡。中國國民黨籍立委拉扯她的頭髮，想要藉此讓她把文件咳出，但以失敗告終。她本人最終吐出了文件並將之撕毀。這是民主進步黨人第三次強行中止投票。因當場吃掉「兩岸直航條款」的提案紙，英國《太陽報》報導全世界「最強議會」中台灣上榜。

### 涉用人頭詐領助理費
2011年起，王詐領助理補助費及春節慰勞金共385萬餘元，新北地檢署2020年6月2日依違反貪污治罪條例起訴王，考量王坦承犯行，繳回犯罪所得，請求依法減輕其刑；在押的王移審新北地院後，法官認為她有逃亡可能，裁定她50萬元交保並自去年6月4日起限制出境、出海8月，因期限將於2月4日屆滿，法院日前裁定延長限制出境、出海8月。2022年1月，新北地院一審判決9年有期徒刑。

## 選舉紀錄
| 年度 | 選舉屆數                 | 選舉區           | 所屬政黨   | 得票數 | 得票率 | 當選標記 | 備註  |
| ---- | ------------------------ | ---------------- | ---------- | ------ | ------ | -------- | ----- |
| 1986 | 第五屆板橋市市民代表選舉 | 板橋市第一選舉區 | 無黨籍     | 1,836  | 4.88%  |          |       |
| 1989 | 第九屆臺灣省議員選舉     | 臺北縣選舉區     | 民主進步黨 | 50,739 | 4.01%  |          |       |
| 1990 | 第十二屆臺北縣議員選舉   | 臺北縣第一選舉區 | 民主進步黨 | 12,940 | 6.30%  |          | [ 4 ] |
| 1994 | 第十三屆臺北縣議員選舉   | 臺北縣第一選舉區 | 無黨籍     | 8,792  | 4.37%  |          |       |
| 1998 | 第十四屆臺北縣議員選舉   | 臺北縣第一選舉區 | 民主進步黨 | 10,943 | 6.65%  |          |       |
| 2001 | 第五屆立法委員選舉       | 臺北縣第一選舉區 | 民主進步黨 | 48,371 | 9.71%  |          |       |
| 2004 | 第六屆立法委員選舉       | 臺北縣第一選舉區 | 民主進步黨 | 32,913 | 7.63%  |          |       |
| 2008 | 第七屆立法委員選舉       | 臺北縣第六選舉區 | 民主進步黨 | 51,775 | 42.66% |          |       |
| 2010 | 第一屆新北市議員選舉     | 新北市第四選舉區 | 民主進步黨 | 26,161 | 8.54%  |          |       |
| 2014 | 第二屆新北市議員選舉     | 新北市第四選舉區 | 民主進步黨 | 21,866 | 7.98%  |          |       |
| 2018 | 第三屆新北市議員選舉     | 新北市第四選舉區 | 民主進步黨 | 16,532 | 5.84%  |          |       |
| 2022 | 第四屆新北市議員選舉     | 新北市第五選舉區 | 無黨籍     | 8,404  | 3.28%  |          |       |

## 外部連結
- 新北市議會全球資訊中文網 王淑慧議員介紹 （页面存档备份，存于）